# Document Object Model
Document Object Model (DOM) er en platformsuafhængighed interface for XML- og HTML-dokumenter udviklet af W3C.